# Corydalis kedarensis
Corydalis kedarensis är en vallmoväxtart som beskrevs av Pusalkar och D.K.Singh. Corydalis kedarensis ingår i släktet nunneörter, och familjen vallmoväxter. Inga underarter finns listade i Catalogue of Life.